# Какі-Мрочкі
Какі-Мрочкі (пол. Kaki-Mroczki) — село в Польщі, у гміні Кшиновлоґа-Мала Пшасниського повіту Мазовецького воєводства.
Населення — 255 осіб (2011).
У 1975-1998 роках село належало до Остроленцького воєводства.

## Демографія
Демографічна структура станом на 31 березня 2011 року:
|          | Загалом | Допрацездатний вік | Працездатний вік | Постпрацездатний вік |
| -------- | ------- | ------------------ | ---------------- | -------------------- |
| Чоловіки | 133     | 18                 | 101              | 14                   |
| Жінки    | 122     | 24                 | 76               | 22                   |
| Разом    | 255     | 42                 | 177              | 36                   |